# Бидгошчки окръг
Бидгошчки окръг (на полски: Powiat bydgoski) е окръг в Северна Полша, Куявско-Поморско войводство. Заема площ от 1394,12 км2. Административен център е град Бидгошч, който не е част от окръга.

## География
Окръгът обхваща територии от историческите области Крайна (Западна Померания), Куявия и Хелминска земя. Разположен е в централната и западната част на войводството.

## Население
Населението на окръга възлиза на 107 678 души (2012 г.). Гъстотата е 77 души/км2.

## Административно деление
Административно окръгът е разделен на 8 общини.
Градско-селски общини:
- Община Короново
- Община Солец Куявски

Селски общини:
- Община Бяле Блота
- Община Велка Нова Веш
- Община Добърч
- Община Домброва Хелминска
- Община Ошелско
- Община Шиченко

## Фотогалерия
- Короново
- Солец Куявски